# 原靖
原 靖（はら やすし、1967年12月4日 - ）は、大分県出身の元サッカー選手、サッカー指導者、サッカークラブのフロントスタッフ。

## 経歴
大分県立大分上野丘高等学校、大分大学卒。大学卒業後は教職に就きながら高校のOBチームでサッカーを続けていたが、溝畑宏に誘われて大分トリニティ（1999年以降は大分トリニータ）に選手として加わる。同クラブが創設された1994年から1996年までプレーし、主将も務めた。1997年には北米2部に相当するUSLのオーランド・サンドッグスでプレーした。1998年から1999年まで大分大学大学院スポーツ科学学科修士課程に在籍。
大分トリニータのサッカースクールや育成年代の指導者を経て強化部へ移り、2005年より強化部長を務めた。強化部長時代にはブラジル人のペリクレス・シャムスカを監督に招聘した。
2011年に清水エスパルスの強化部長に就任。J2降格の責任を取り2015年12月14日付けで同職を辞任。2016年は業務委託契約を結び強化に携わった後、2017年より新役職のスポーツダイレクター(SD)に就任。
2019年、ファジアーノ岡山の強化部長に就任。
2023年シーズンよりFC町田ゼルビアのフットボールダイレクターに就任。

## 所属クラブ
- 大分県立大分上野丘高等学校
- 大分大学
- 1994年 - 1996年  大分トリニティ
- 1997年  オーランド・サンドッグス（英語版）

## 個人成績
| 国内大会個人成績 | 国内大会個人成績 | 国内大会個人成績 | 国内大会個人成績 | 国内大会個人成績 | 国内大会個人成績 | 国内大会個人成績 | 国内大会個人成績 | 国内大会個人成績 | 国内大会個人成績 | 国内大会個人成績 | 国内大会個人成績 |
| 年度             | クラブ           | 背番号           | リーグ           | リーグ戦         | リーグ戦         | リーグ杯         | リーグ杯         | オープン杯       | オープン杯       | 期間通算         | 期間通算         |
| 年度             | クラブ           | 背番号           | リーグ           | 出場             | 得点             | 出場             | 得点             | 出場             | 得点             | 出場             | 得点             |
| 日本             | 日本             | 日本             | 日本             | リーグ戦         | リーグ戦         | リーグ杯         | リーグ杯         | 天皇杯           | 天皇杯           | 期間通算         | 期間通算         |
| ---------------- | ---------------- | ---------------- | ---------------- | ---------------- | ---------------- | ---------------- | ---------------- | ---------------- | ---------------- | ---------------- | ---------------- |
| 1994             | 大分             |                  | 大分県           |                  |                  | -                | -                |                  |                  |                  |                  |
| 1995             | 大分             |                  | 九州             |                  |                  | -                | -                |                  |                  |                  |                  |
| 1996             | 大分             | 12               | 旧JFL            | 26               | 1                | -                | -                |                  |                  | 26               | 1                |
| 通算             | 日本             | 日本             | 旧JFL            | 26               | 1                | -                | -                |                  |                  | 26               | 1                |
| 通算             | 日本             | 日本             | 九州             |                  |                  | -                | -                |                  |                  |                  |                  |
| 通算             | 日本             | 日本             | 大分県           |                  |                  | -                | -                |                  |                  |                  |                  |
| 総通算           | 総通算           | 総通算           | 総通算           | 26               | 1                | -                | -                |                  |                  | 26               | 1                |

## 指導歴
- 1999年 - 2010年 大分トリニータ
  - 1999年 普及部コーチ
  - 2000年 - 2001年 育成部U-15・U-18コーチ
  - 2002年 - 2004年 強化部スカウト担当
  - 2005年 - 2009年 強化部長
  - 2010年 ホームタウン推進部部長
- 2011年 - 2018年 清水エスパルス
  - 2011年 - 2015年 強化部長
  - 2016年 社長付シニアダイレクター
  - 2017年 - 2018年 スポーツダイレクター[10]
- 2019年 - 2022年 ファジアーノ岡山 強化部長
- 2023年 - FC町田ゼルビア フットボールダイレクター